# David di Donatello 1968
La cerimonia di premiazione della 13ª edizione dei David di Donatello si è svolta il 3 agosto 1968 al teatro antico di Taormina.

## Vincitori
Miglior regista
- Carlo Lizzani - Banditi a Milano

Migliore produttore
- Dino De Laurentiis  - Banditi a Milano (ex aequo)
- Luigi Carpentieri ed Ermanno Donati  - Il giorno della civetta (ex aequo)

Migliore attrice protagonista
- Claudia Cardinale  - Il giorno della civetta

Migliore attore protagonista
- Franco Nero - Il giorno della civetta

Miglior regista straniero
- Richard Brooks - A sangue freddo (In Cold Blood)

Miglior produttore straniero
- Stanley Kramer - Indovina chi viene a cena? (Guess Who's Coming to Dinner)

Migliore attrice straniera
- Faye Dunaway - Gangster Story (Bonnie and Clyde) (ex aequo)
- Katharine Hepburn - Indovina chi viene a cena? (Guess Who's Coming to Dinner) (ex aequo)

Migliore attore straniero
- Warren Beatty - Gangster Story (Bonnie and Clyde) (ex aequo)
- Spencer Tracy  - Indovina chi viene a cena? (Guess Who's Coming to Dinner)

Targa d'Oro
- Damiano Damiani, per la sua regia in: Il giorno della civetta
- Nino Manfredi, per la sua interpretazione in: Italian Secret Service; regia di Luigi Comencini - e in: Il padre di famiglia; regia di Nanni Loy
- Lisa Gastoni, per la sua interpretazione in: Grazie zia; regia di Salvatore Samperi